# Старая Маслянка
Старая Маслянка — село в Абатском районе Тюменской области России. Входит в состав Майского сельского поселения.

## География
Село находится в юго-восточной части Тюменской области, в лесостепной зоне, в пределах Ишимской равнины, на берегах реки Маслянка, на расстоянии примерно 28 километров (по прямой) к юго-западу от села Абатское, административного центра района. Абсолютная высота — 78 метров над уровнем моря.

### Часовой пояс
Старая Маслянка, как и вся Тюменская область, находится в часовой зоне МСК+2. Смещение применяемого времени относительно UTC составляет +5:00.

## История
В «Списке населенных мест Российской империи» 1871 года издания (по сведениям 1868—1869 годов) населённый пункт упомянут как казённое село Маслянское (Чупинское) Ишимского округа Тобольской губернии, при речках Маслянке и Мыслях, расположенное в 50 верстах от окружного центра города Ишим. В селе насчитывалось 85 дворов и проживало 826 человек (341 мужчина и 485 женщин). Действовала православная церковь.
В 1926 году в селе имелось 217 хозяйств и проживал 811 человек (342 мужчины и 469 женщин). В административном отношении являлось центром Маслянского сельсовета Абатского района Ишимского округа Уральской области. Функционировала школа I ступени.

## Население
| 1989 | 2002 | 2010 |
| ---- | ---- | ---- |
| 306  | ↘274 | ↘189 |

Гендерный состав
По данным Всероссийской переписи населения 2010 года в гендерной структуре населения мужчины составляли 46 %, женщины — соответственно 54 %.
Национальный состав
Согласно результатам переписи 2002 года, в национальной структуре населения русские составляли 96 % из 274 чел.

## Инфраструктура
В селе функционируют средняя общеобразовательная школа и фельдшерско-акушерский пункт.

## Улицы
Уличная сеть села состоит из трёх улиц.